# Lijst van voetbalinterlands Ivoorkust - Sierra Leone
Deze lijst van voetbalinterlands is een overzicht van alle officiële voetbalwedstrijden tussen de nationale teams van Ivoorkust en Sierra Leone. De landen speelden tot op heden dertien keer tegen elkaar. De eerste ontmoeting was een kwalificatiewedstrijd voor het Wereldkampioenschap voetbal 1974 op 15 oktober 1972 in Freetown. Het laatste duel, een kwalificatiewedstrijd voor de Afrika Cup 2025, werd gespeeld op 15 oktober 2024 in Monrovia (Liberia).

## Wedstrijden
| №  | Plaats        | Datum             | Competitie                   | Wedstrijd                | Uitslag |
| -- | ------------- | ----------------- | ---------------------------- | ------------------------ | ------- |
| 1  | Freetown      | 15 oktober 1972   | WK 1974 kwalificatie         | Sierra Leone − Ivoorkust | 0 − 1   |
| 2  | Abidjan       | 29 september 1972 | WK 1974 kwalificatie         | Ivoorkust − Sierra Leone | 2 − 0   |
| 3  | Yamoussoukro  | 8 januari 1984    | Vriendschappelijk            | Ivoorkust − Sierra Leone | 1 − 0   |
| 4  | Sousse        | 27 februari 1994  | Afrika Cup 1994              | Ivoorkust − Sierra Leone | 4 − 0   |
| 5  | Abidjan       | 26 april 1995     | Vriendschappelijk            | Ivoorkust − Sierra Leone | 4 − 0   |
| 6  | Abidjan       | 6 september 2014  | Afrika Cup 2015 kwalificatie | Ivoorkust − Sierra Leone | 2 − 1   |
| 7  | Abidjan       | 14 november 2014  | Afrika Cup 2015 kwalificatie | Sierra Leone − Ivoorkust | 1 − 5   |
| 8  | Port Harcourt | 6 september 2015  | Afrika Cup 2017 kwalificatie | Sierra Leone − Ivoorkust | 0 − 0   |
| 9  | Bouaké        | 3 september 2016  | Afrika Cup 2017 kwalificatie | Ivoorkust − Sierra Leone | 1 − 1   |
| 10 | Douala        | 16 januari 2022   | Afrika Cup 2021              | Ivoorkust − Sierra Leone | 2 − 2   |
| 11 | San-Pédro     | 6 januari 2024    | Vriendschappelijk            | Ivoorkust − Sierra Leone | 5 − 1   |
| 12 | San-Pédro     | 11 oktober 2024   | Afrika Cup 2025 kwalificatie | Ivoorkust − Sierra Leone | 4 − 1   |
| 13 | Monrovia      | 15 oktober 2024   | Afrika Cup 2025 kwalificatie | Sierra Leone − Ivoorkust | 1 − 0   |

## Samenvatting
| Competitie              | Totaal gespeeld | Winst Ivoorkust | Gelijk | Winst Sierra Leone | Doelsaldo Ivoorkust – Sierra Leone |
| ----------------------- | --------------- | --------------- | ------ | ------------------ | ---------------------------------- |
| WK-kwalificatie         | 2               | 2               | 0      | 0                  | 3 − 0                              |
| Afrika Cup              | 2               | 1               | 1      | 0                  | 6 − 2                              |
| Afrika Cup-kwalificatie | 6               | 3               | 2      | 1                  | 12 − 5                             |
| Vriendschappelijk       | 3               | 3               | 0      | 0                  | 10 − 1                             |
| Totaal                  | 13              | 9               | 3      | 1                  | 31 − 8                             |

FIF · A-internationals · Selecties · Bondscoaches · Statistieken · Ivoriaans vrouwenelftal · Ivoorkust U21 · Ivoorkust U20 · Ivoorkust U19 · Ivoorkust U18 · Ivoorkust U17
1960 – 1969 ·
1970 – 1979 ·
1980 – 1989 ·
1990 – 1999 ·
2000 – 2009 ·
2010 – 2019 ·
2020 − 2029
WK 2006 · 
WK 2010 · 
WK 2014
OS 2008 · 
OS 2020
1960 ·
1961 ·
1962 ·
1963 ·
1964 · 
1965 ·
1966 · 
1967 ·
1968 ·
1969 ·
1970 ·
1971 ·
1972 ·
1973 ·
1974 ·
1975 ·
1976 ·
1977 ·
1978 · 
1979 ·
1980 ·
1981 · 
1982 ·
1983 ·
1984 ·
1985 ·
1986 ·
1987 ·
1988 ·
1989 ·
1990 ·
1991 ·
1992 · 
1993 · 
1994 · 
1995 · 
1996 · 
1997 · 
1998 · 
1999 · 
2000 · 
2001 · 
2002 · 
2003 · 
2004 · 
2005 · 
2006 · 
2007 · 
2008 · 
2009 · 
2010 · 
2011 · 
2012 · 
2013 ·
2014 ·
2015 ·
2016 ·
2017 ·
2018 ·
2019 ·
2020 ·
2021 ·
2022 ·
2023 ·
2024
Algerije ·
Angola ·
Argentinië ·
België ·
Benin ·
Bosnië en Herzegovina ·
Botswana ·
Brazilië ·
Burkina Faso ·
Burundi ·
Centraal-Afrikaanse Republiek ·
Chili ·
Colombia ·
Comoren ·
Congo-Brazzaville ·
Congo-Kinshasa ·
Duitsland ·
Egypte ·
El Salvador ·
Engeland ·
Equatoriaal-Guinea ·
Ethiopië ·
Frankrijk ·
Gabon ·
Gambia ·
Ghana ·
Griekenland ·
Guinee ·
Guinee-Bissau ·
Hongarije ·
Israël ·
Italië ·
Japan ·
Jordanië ·
Kameroen ·
Kenia ·
Koeweit ·
Lesotho ·
Liberia ·
Libië ·
Madagaskar ·
Malawi ·
Mali ·
Marokko ·
Mauritanië ·
Mauritius ·
Mexico ·
Moldavië ·
Mozambique ·
Namibië ·
Nederland ·
Niger ·
Nigeria ·
Noord-Korea ·
Oeganda ·
Oostenrijk ·
Paraguay ·
Polen ·
Portugal ·
Qatar ·
Roemenië ·
Rusland ·
Rwanda ·
Senegal ·
Servië en Montenegro ·
Seychellen ·
Sierra Leone ·
Slovenië ·
Soedan ·
Spanje ·
Tanzania ·
Togo ·
Tsjaad ·
Tunesië ·
Turkije ·
Uruguay ·
Verenigde Staten ·
Zambia ·
Zimbabwe ·
Zuid-Afrika ·
Zuid-Korea ·
Zweden ·
Zwitserland
Argentinië (2006) · 
Colombia (2014) ·
Ghana (2015) ·
Griekenland (2014) · 
Japan (2014) ·  
Nederland (2006) · 
Noord-Korea (2010) · 
Servië en Montenegro (2006) ·
Zambia (2012)
SLFA · 
A-internationals · 
Sierra Leoons vrouwenelftal
1966 – 1979 · 
1980 – 1989 · 
1990 – 1999 · 
2000 – 2009 · 
2010 – 2019 ·
2020 − 2029
Algerije ·
Angola ·
Benin ·
Burkina Faso ·
Burundi ·
China ·
Comoren ·
Congo-Brazzaville ·
Congo-Kinshasa ·
Djibouti ·
Egypte ·
Equatoriaal-Guinea ·
Ethiopië ·
Gabon ·
Gambia ·
Ghana ·
Guinee ·
Guinee-Bissau ·
Irak ·
Iran ·
Ivoorkust ·
Jordanië ·
Kaapverdië ·
Kameroen ·
Kenia ·
Lesotho ·
Liberia ·
Malawi ·
Mali ·
Marokko ·
Mauritanië ·
Niger ·
Nigeria ·
Sao Tomé en Principe ·
Senegal ·
Seychellen ·
Soedan ·
Somalië ·
Swaziland ·
Togo ·
Tsjaad ·
Tunesië ·
Zambia ·
Zuid-Afrika